# ستان سميث (لاعب كرة قدم مواليد 1931)
ستان سميث (بالإنجليزية: Stan Smith)‏ (24 فبراير 1931 في المملكة المتحدة - 8 أبريل 2010) هو مدرب كرة قدم ولاعب كرة قدم بريطاني في مركز الهجوم. لعب مع أولدهام أثلتيك وبورت فايل وستوك سيتي وماكليسفيلد تاون ونادي كرو ألكساندرا ونادي ويتون ألبيون.